# Уроцукидодзи. Легенда о сверхдемоне
«Уроцукидодзи. Легенда о сверхдемоне» (яп. 超神伝説うろつき童子 Тё:дзин дэнсэцу Уроцукидодзи, букв. «Парень-бродяга: Легенда о Сверхчеловеке») — эротическая манга Тосио Маэда 1986—1987 гг. и снятое по ней аниме, которое популяризировало жанр хентая с тентаклями (щупальцами). «Уроцукидодзи» — наиболее известная работа Маэды.
Аниме по мотивам манги стало культовым. Это одно из самых узнаваемых порнографических аниме в мире, оказавшее большое влияние на распространение хентая в западных странах. Его влияние на американский рынок Хелен Маккарти сравнивает с влиянием «Акиры» Кацухиро Отомо. В своё время его выделили качественная анимация и интересный сюжет, по степени увлекательности которого «Уроцукидодзи» сравнивают с «Акирой» и «Евангелионом».

## Сюжет
Амано — полукровка Мира Зверей: наполовину человек, наполовину Зверь (по манге — полукровка демоночеловек из Мира Демонов), который был сослан на Землю за свои прегрешения, в основном связанные со Старейшиной Мира Зверей и его дочерью Мими. Старейшина отправляет Амано в человеческий мир, чтобы найти скрывающегося в облике человека Сверхдемона, непобедимого «бога» из мира демонов, который, согласно предсказанию, должен соединить все миры в один.

## Персонажи
Тацуо Нагумо (яп. 南雲 辰夫 Нагумо Тацуо) — человек, через которого возродится сверхдемон. Его судьба — стать Демоном разрушения, уничтожителем мира.
Сэйю: Хиротака Судзуоки
Акэми Ито (яп. 伊藤 明美 Ито: Акэми) — молодая девушка. В аниме она изображена невинной и наивной, в манге одержима сексом и мечтает об эротических приключениях. Она становится девушкой Тацуо и матерью Демона.
Дзяку Амано (яп. 天邪 鬼 Амано Дзя:ку) — «зверочеловек», триста лет посвятивший поискам Сверхдемона; заглавный персонаж манги и аниме (тот самый «Уроцукидодзи»). В манге он показан как неприятный и хитрый эгоист, который соблазняет женщин обманом, в аниме его образ благороднее. Дзяку озвучивает Томохиро Нисимура.
Мэгуми Амано (яп. 天野 恵 Амано Мэгуми) — сестра Дзяку, которая с самого начала верит, что Тацуо — воплощение Демона. В манге становится соперницей Акэми и влюбляется в Ники, в аниме — в Такэаки. Её озвучивает Юми Такада.
Суйкакудзю (яп. 水角獣 Суйкакудзю:) — соперник Дзяку, желающий победить Демона. Роль озвучивает Норио Вакамото.
Сверхдемон (яп. 超神 Тё:дзин) — согласно легендам, возрождается на Земле каждые три тысячи лет. Пророчество гласит, что он объединит все миры в один.

## OVA
В России несколько OVA, включая первую 1987 года, были лицензированы компанией MC Entertainment.

### «Уроцукидодзи. Легенда о сверхдемоне» (1987)
Первое аниме, также известное под названием Urotsukidouji I: Legend of the Overfiend. Музыку к нему написал Масамити Амано. В 2017 году саундтрек переиздан на грампластинке лейблом Tiger Lab Vinyl.

### «Уроцукидодзи 2: Возвращение сверхдемона»
«Уроцукидодзи 2: Возвращение сверхдемона» (яп. 超神伝説うろつき童子　魔胎伝 Син тё:дзин дэнсэцу Уроцукидо:дзи - Матайдэн), также известно как Urotsukidoji II: Legend of the Demon Womb — двухсерийная OVA 1990 года. Режиссёр — Хидэки Такаяма. В России лицензирована компанией MC Entertainment.

### «Уроцукидодзи 3: Тайна сверхдемона»
«Уроцукидодзи 3: Тайна сверхдемона» (яп. 超神伝説うろつき童子　未来編 Тё:дзин дэнсэцу Уроцукидо:дзи - Мирай-хэн), также Urotsukidoji III: Return of the Overfiend — OVA 1992 года. Режиссёр — Хидэки Такаяма. В России лицензирована компанией MC Entertainment.

### «Уроцукидодзи 4: Битва сверхдемона»
«Уроцукидодзи 4: Битва сверхдемона» (яп. 超神伝説うろつき童子 放浪篇 Тё:дзин дэнсэцу Уроцукидо:дзи - Хоро-хэн), также Urotsukidoji IV: Infernal Road — OVA 1994 года. В России лицензирована компанией MC Entertainment. Во многих странах её просмотр на законных основаниях запрещён или ограничен.

### «Уроцукидодзи 5: Возрождение сверхдемона»
«Уроцукидодзи 5: Возрождение сверхдемона» (яп. 超神伝説うろつき童子　完結篇 Тё:дзин дэнсэцу Уроцукидо:дзи - Канкэцу-хэн), также известна как Urotsukidoji V: The Final Chapter или «Уроцукидодзи 5» — трёхсерийная OVA, вышедшая 28 декабря 1996 года. В России лицензирована компанией MC Entertainment.

### The Urotsuki
The Urotsuki, также «Уроцукидодзи: Новая сага» — трёхсерийная OVA 2002 года, снятая на студии Phoenix Entertainment. В США была лицензирована Central Park Media.

## Анимационные фильмы
- 1989: «Уроцукидодзи: Легенда о Сверхдемоне» (яп. 超神伝説うろつき童子 Тё:дзин дэнсэцу Уроцукидо:дзи), также известен под названием «Уроцукидодзи: Возрождение Сверхдемона». Цензурированная версия с рейтингом NC-17. Режиссёр — Хидэки Такаяма. В 2011 году издан на Blu-ray компанией Kitty Media[16].
- 1991: Choujin Densetsu Urotsukidouji 2 (яп. 超神伝説うろつき童子　魔胎伝 Тё:дзин дэнсэцу Уроцукидо:дзи - Матайдэн), также известен под названием Urotsukidoji II: Legend of the Demon Womb или Urotsukidoji II — Legend of the Overfiend’s Womb.

## Отзывы
Майкл Тул, редактор сайта Anime News Network, поставил Urotsukidoji на 86 место в списке 100 лучших аниме-фильмов, назвав его зловещим и увлекательным апокалиптическим боевиком.
Сайт THEM Anime поставил аниме 2 из 5 звёзд и рекомендовал смотреть поздно ночью версию без цензуры, хотя она предназначена для лиц старше 18 лет. В некотором смысле вторая часть лучше, чем приквел. Третья часть хуже предыдущих. Тосио Маэда, известный в своём жанре, рассказывает историю разрушения и разврата. Для OVA анимация приличная. Не самая лёгкая задача сделать серии, где в основном угрожают, проклинают, подвергаются физическому или сексуальному насилию или умирают ужасной смертью. Большинство жителей Земли превращаются в зверей, существующих только ради самых примитивных желаний. Вряд ли это прославляет, а тем более вызывает смех, такая мизантропия испортит всё настроение. Наступил ужас постапокалиптического разнообразия, пришёл ад: безудержные убийства, грабежи, изнасилования, извращённые оргии и бог знает что ещё. Время веселиться в стиле хентай. С другой стороны, после ознакомления с Violence Jack, Battle Can2, MD Geist и Genocyber мало что удивит.
«АнимеГид» оценил первую часть на 7 из 10 баллов и назвал «Легенду о сверхдемоне» качественным хентаем, с нормальным сценарием; в общем, знаменитым, знаковым и «с большой буквы». Лейбл-предупреждение «Не для детей!» был должен, по идее издающей компании, отсечь нежелательный зрительский контент, но понятно, что за этим «ждёт вал статей с заголовками „Мультики сводят в могилу!“ в охочей до сенсаций бульварной прессе». «Уроцукидодзи», в отличие от «массы хентайных поделок-однодневок», обладает внятным сюжетом. Сценарист Нобору Аикава связал подростковую любовную историю с мифологической подоплёкой «городского фэнтези», снабдив её эпизодами диких совокуплений и сценами кровавого расчленения. Хотя любовная история насквозь шаблонна, а «городское фэнтези» сводится к разрушению мегаполиса похожим на Годзиллу монстром, — «зашкаливающий даже по нынешним временам» уровень секса и насилия (плюс качественная по меркам 1980-х годов анимация с большим бюджетом проекта) быстро вывел «Легенду о сверхдемоне» в особую категорию аниме, где двухсерийный цикл «остался едва ли не в гордом одиночестве». В 1990-х годах японский экономический бум обернулся резким спадом, и компаний, желающих щедро финансировать анимационный порноужас, больше не нашлось. Секса достаточно, однако здесь он на любителя: одним людям по душе вид гротескных монстров, разрывающих на части девственниц, а другим нет. Интрига в «Уроцукидодзи» детская, саспенс отсутствует, поэтому «на монстров смотреть противно, а невинных девушек, естественно, жалко». Это очень похоже на плакаты низкокачественных научно-фантастических фильмов 1950-х годов, где вампир-франкенштейн из Голубой Лагуны (недр космоса, глубин «мезозоя») стаскивает купальник с кричащей женщины. «Уроцукидодзи» — следующая ступень такого времяпрепровождения. Рецензент замечает: «Чтобы оценить эту вещь адекватно, нужно быть двадцатилетним японцем, живущим в 1987 году». С тех пор слишком многое изменилось. Дело не только в хентайных сценах, которые позже научились рисовать более изобретательно и детально, но и в шарме дорогой докомпьютерной анимации и ограниченной палитры красок, характерном дизайне персонажей и продемонстрированном на экране наивном ощущении вседозволенности — «вещах, практически утраченных современным высокотехнологичным аниме». «Легенда о сверхдемоне» давно превратилась в безоговорочное ретро: истинный облик «классики жанра» неизбежно «преломляется в призме» 18 лет его развития. Тем, кто делает первые шаги в знакомстве с аниме, «Уроцукидодзи», возможно, «на многое откроет глаза». Для тех, кто познавал японскую анимацию ещё в виде «дописок» на пиратских кассетах, релиз станет поводом ностальгировать, вспоминая как в отсутствие родителей запускали на видеомагнитофоне «Легенду», «и как потом приятели во дворе воодушевлённо обсуждали достоинства зверодевушки Мэгуми». В заключении редактор журнала добавил, что этот хентайный ужас не стоит показывать детям, «однако в нём нет ничего, что шокировало бы нынешнего старшеклассника». Выпуск интересен в том числе как исторический артефакт.